# Лопухинское сельское поселение
Лопухи́нское се́льское поселе́ние — муниципальное образование в южной части Ломоносовского района Ленинградской области.
Административный центр — деревня Лопухинка.
Глава поселения — Шефер Виталий Вячеславович, глава администрации — Абакумов Евгений Николаевич.

## География
Находится в юго-западной части района.
Граничит:
- на севере — с Лебяжинским городским поселением и Пениковским сельским поселением
- на востоке — с Гостилицким сельским поселением
- на юге — с Волосовским районом
- на западе — с Копорским сельским поселением

По территории поселения проходят автодороги:
- 41К-008 (Петродворец — Криково)
- 41К-026 (Лопухинка — Шёлково)
- 41К-628 (подъезд к дер. Муховицы)

Расстояние от административного центра поселения до районного центра — 45 км.

## История
В XIX — начале XX века, земли Лопухинского сельского поселения входили в состав 1-го стана Петергофского уезда Санкт-Петербургской губернии.
1 августа 1927 года после ликвидации губерний, уездов в состав вновь образованного Ораниенбаумского района Ленинградского округа Ленинградской области вошёл Центральный сельсовет с центром в д. Лопухинка, ранее входивший в состав Гостилицкой волости Троцкого уезда Ленинградской губернии.
В ноябре 1928 года к Центральному сельсовету присоединен упразднённый Савольщинский сельсовет.
В 1933 году в состав Центрального сельсовета входило 16 населённых пунктов: Бугры, Новая Буря, Старая Буря, Горка Буденовка, Лопухинка, Медуши Новые, Медуши Старые, Никольское, Никкорово, Радышево, Разлово, Савольщино I, II, III, Слепино, Соколовка. Население составляло 2022 чел.
30 октября 1950 года из учетных данных были исключены Глобицкий и Нижний (д. Терентьево) сельсоветы, их территория включена в состав Центрального сельсовета.
25 апреля 1960 года Верхний (д. Воронино) и Центральный сельсоветы были объединены в Лопухинский.
18 января 1994 года постановлениями главы администрации Ленинградской области № 10 «Об изменениях административно-территориального устройства районов Ленинградской области» Лопухинский сельсовет, также как и все другие сельсоветы области, преобразован в Лопухинскую волость.
24 декабря 2004 года в соответствии с областным законом Ленинградской области № 117-оз «Об установлении границ и наделении соответствующим статусом муниципального образования Ломоносовский муниципальный район и муниципальных образований в его составе» было образовано Лопухинское сельское поселение, в состав которого вошла территория бывшей Лопухинской волости.

## Население
| 1990  | 1997  | 2002  | 2006  | 2010  | 2011  | 2012  |
| ----- | ----- | ----- | ----- | ----- | ----- | ----- |
| 3717  | ↘3096 | ↘2781 | ↗3100 | ↗3120 | ↘3110 | ↘3098 |
| 2013  | 2014  | 2015  | 2016  | 2017  | 2018  | 2019  |
| ↗3111 | ↘3090 | ↘3083 | ↘3000 | ↘2996 | ↘2974 | ↘2912 |
| 2020  | 2021  | 2023  | 2024  | 2025  |       |       |
| ↘2897 | ↗2898 | ↗2958 | ↗3061 | ↗3100 |       |       |

## Состав сельского поселения
В состав сельского поселения входят 13 населённых пунктов:
| №  | Населённый пункт | Тип населённого пункта          | Население    |
| -- | ---------------- | ------------------------------- | ------------ |
| 1  | Верхние Рудицы   | деревня                         | ↘69 (2017)   |
| 2  | Воронино         | деревня                         | ↘23 (2017)   |
| 3  | Глобицы          | деревня                         | ↘706 (2017)  |
| 4  | Горки            | деревня                         | ↗124 (2017)  |
| 5  | Заостровье       | деревня                         | ↘91 (2017)   |
| 6  | Извара           | деревня                         | ↘3 (2017)    |
| 7  | Лопухинка        | деревня, административный центр | ↗1896 (2017) |
| 8  | Муховицы         | деревня                         | ↘55 (2017)   |
| 9  | Никольское       | деревня                         | →0 (2017)    |
| 10 | Новая Буря       | деревня                         | ↗35 (2017)   |
| 11 | Савольщина       | деревня                         | ↘11 (2017)   |
| 12 | Старые Мёдуши    | деревня                         | ↘35 (2017)   |
| 13 | Флоревицы        | деревня                         | ↘4 (2017)    |

## Достопримечательности
Радоновые источники и озёра в деревне Лопухинка в огромном овраге глубиной в несколько десятков метров. По его дну протекает небольшая речка Рудица. Склон оврага представляет собой отвесную скалу, сложенную известняками, из трещин которых вытекают многочисленные радоновые источники.